# Tephromela arafurensis
Tephromela arafurensis är en lavart som beskrevs av Rambold. Tephromela arafurensis ingår i släktet Tephromela och familjen Mycoblastaceae.   Inga underarter finns listade i Catalogue of Life.